# Goodbye Julia
Goodbye Julia (en árabe: وداعا جوليا‎) es una película dramática sudanesa de 2023 dirigida por Mohamed Kordofani. Es el primer largometraje de Kordofani y la primera película de Sudán que se presenta en la sección Certain Regard del Festival de Cine de Cannes.

## Sinopsis
Goodbye Julia cuenta la historia de dos mujeres que representan la complicada relación y las diferencias entre las comunidades del norte y sur de Sudán. Tiene lugar en Jartum durante los últimos años de Sudán como país unido, poco antes de la separación de Sudán del Sur en 2011. Muna, una excantante popular de clase media alta del norte, que vive con su esposo Akram, busca atenuar sus sentimientos de culpa por causar la muerte de un hombre sureño empleando a Julia, su desprevenida esposa, como su criada.

## Reparto
- Eiman Yousif como Mona
- Siran Riak como Julia
- Nazar Goma como Akram
- Ger Duani como Ager

## Desarrollo
Goodbye Julia fue la primera película en obtener una subvención del Ministerio de Cultura de Sudán, creado por el gobierno de transición tras el derrocamiento del presidente autoritario Omar Al Bashir en 2019. Entre otras subvenciones para el desarrollo del proyecto, la película recibió el apoyo del Fondo Árabe para las Artes y la Cultura (AFAC), con sede en Beirut, el Festival de Cine de El Gouna en Egipto, el Festival de Cine Árabe Sueco de Malmö y el Fondo del Mar Rojo. en Arabia Saudita.
Goodbye Julia fue estrenado el 11 de noviembre de 2023 en la Filmoteca de Cataluña en Barcelona y ha ganado el Premio del Público de la Mostra de Cinema Àrab i Mediterrani de Catalunya 2023.